# Rapports entre la scientologie et la psychiatrie
Depuis la fondation de l’Église de scientologie en 1952, la doctrine scientologue n'a de cesse de s'opposer radicalement aux spécialités médicales que sont la psychiatrie et la psychologie,,. Pour elle, la psychiatrie est une profession barbare et corrompue. La scientologie encourage par contre, les médecines alternatives fondées sur la pratique énergétique. D'après elle, la psychiatrie ne soigne pas les gens. Cette doctrine d'opposition systématique à la psychiatrie et à la psychologie a été vivement contestée, critiquée et condamnée par la communauté médicale et scientifique.
Le principal argument de l’Église de scientologie est que la santé mentale ne doit pas être laissée aux idées laïques. Les êtres humains seraient des êtres essentiellement divins qui ont été entachés par des expériences négatives vécues au cours de plusieurs vies, la psychiatrie aurait pour but de nier et faire disparaitre ce passé. La scientologie prétend également que la perception laïque de ce qui est normal mentalement n'est pas fondée sur la science, ceci en contradiction avec les revendications de la psychiatrie et de la psychologie.

## Hubbard et la psychiatrie
En février 1951, L. Ron Hubbard enlève sa femme, Sara. Après sa libération, elle demande le divorce, et accuse Hubbard de lui avoir infligé avec « une extrême cruauté, une grande angoisse mentale et une souffrance physique ». Elle accuse également son futur ex-mari de bigamie, d'enlèvement, et d'avoir pratiqué sur elle « torture systématique, y compris par privation de sommeil, coups, étranglement et expériences scientifiques ». À cause de sa « folle inconduite », elle se trouve dans « la peur permanente de perdre la vie et sa petite fille, qu'elle n'a pas vue depuis deux mois ». Elle consulte des médecins qui « [concluent] que d'après ses déclarations, Hubbard [est] irrémédiablement malade et fou, qu'il n'y [a] aucun espoir pour lui, et aucune raison pour elle d'en endurer davantage. Les experts médicaux recommandent que, d'après ses déclarations, Hubbard soit conduit dans un sanatorium privé pour observation psychiatrique et le traitement d'une maladie mentale connue sous le nom de schizophrénie paranoïde ».
Depuis, Hubbard critique la psychiatrie,,. Qualifiant les psychiatres de "psychs", Hubbard les considère comme niant la spiritualité humaine et prodiguant de faux remèdes. Il professe également que les psychiatres sont des individus qui ne respectent pas l'éthique, commettant « extorsion, destruction et assassinat. Nos fichiers sont pleins de preuves sur eux »,.
L'antipsychiatrie apparaît dans quelques romans d'Hubbard. Dans la décalogie Mission Terre, de nombreux personnages débattent des méthodes et de la validité de la psychologie. Dans son roman Terre champ de bataille, les diaboliques "Catrists" (jeu de mots avec psychiatres), sont un groupe de charlatans qui prétendent être des experts en santé mentale. Ils dirigent les espèces exotiques Psychlo (dont le nom signifie «cerveau» ou «propriété de» dans la langue Psychlo). Le monde de cette dystopie semble être celui qu'Hubbard anticipe si la Scientologie perd son combat contre la psychiatrie.
De nombreux psychiatres s'opposent publiquement à la Scientologie. Après la publication du livre d'Hubbard, Dianetics: the Modern Science of Mental Health (en), la Société américaine de psychologie réplique par un avertissement public prévenant ses membres des techniques d'Hubbard pour détourner leurs patients de la psychiatrie. Hubbard proclame que les psychiatres sont à la tête d'une conspiration mondiale contre la scientologie ayant pour but la création d'un « gouvernement mondial » qu'ils dirigeraient derrière l'URSS :
« Nos ennemis sont moins que douze hommes. Ils sont membres de la Banque d'Angleterre et d'autres cercles. Ils possèdent et contrôlent les médias, et diaboliquement étendent les groupes de santé mentale. Leur programme officiel est d'utiliser la santé mentale, c'est-à-dire la psychiatrie par choc électrique et la lobotomie du lobe pré-fontal, pour éliminer les dissidents politiques. Ces gens-là ont extorqué de presque tous les gouvernements du monde des quantités considérables d'argent grâce à divers chicaneries qu'ils contrôlent, bien sûr, l'impôt sur le revenu, les finances publiques  —  [Harold] Wilson, par exemple, l'actuel premier ministre de l'Angleterre, est totalement en cheville avec ces gens-là et parle de rien d'autre en fait. »
Les efforts de Hubbard pour jeter l'opprobre sur la psychiatrie, considérée par lui comme la source de tous les problèmes de l'humanité et illustrés dans une lettre de politique écrite en 1971, dans laquelle il tente de redéfinir le mot «psychiatre» par «ennemi antisocial du peuple»:
« Psychiatrie et psychiatres sont facilement redéfinis par 'ennemi antisocial du peuple.' Ceci pour faire retirer la profession de fou-assassin psychiatre de la liste des métiers préférés. C'est un bon usage de cette technique [redéfinition des mots] dans ce siècle où les psychiatres ont battu tous les records d'inhumanité. »

## L’Église de scientologie et la psychiatrie

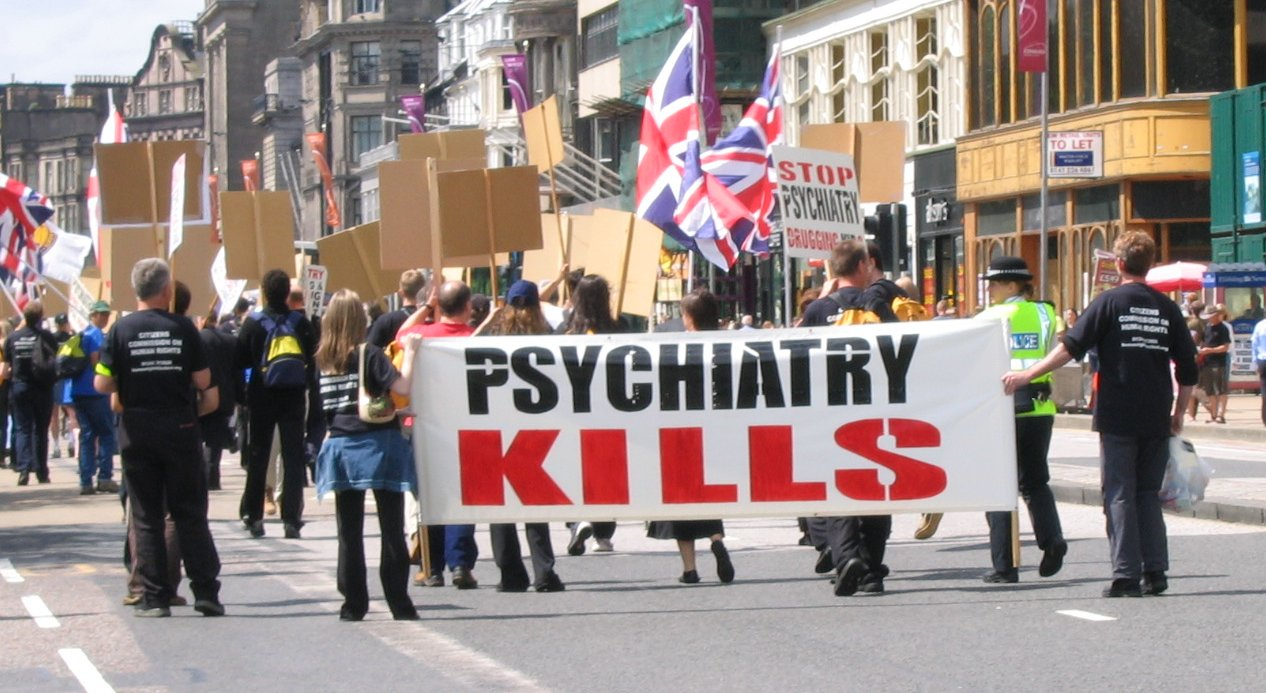
Manifestation antipsychiatrie de l’Église de scientologie.

Un livre de 1969, Believe What You Like (en), (traduction : « Ayez foi en ce que vous aimez ») décrit une tentative de scientologues pour infiltrer secrètement l'Association nationale de la santé mentale (en vo : National Association of Mental Health, NAMH) en Grande-Bretagne pour modifier la politique officielle de traitement de la santé mentale. Une fois leur identité et mission révélés, ils sont expulsés de l'organisation. L'Église de scientologie dépose ensuite un certain nombre de poursuites contre l'association.
En 1980, l'opération Snow White (traduction : opération Blanche-Neige) de l'Église de scientologie est révélée. Il s'agit d'une campagne tentant d'effacer les dossiers défavorables sur la scientologie et son fondateur L. Ron Hubbard. Des campagnes similaires sont menées par les agents de la scientologie du bureau du Gardien (en vo : Guardian's Office) contre la Fédération mondiale pour la santé mentale et l'Association nationale de la santé mentale.
La citation suivante de son président résume l'opinion de la Scientologie :
« L'Église s'oppose aux traitements brutaux et inhumains de la psychiatrie. Elle le fait pour trois raisons principales : 1) les procédures telles que l'électro-choc, la drogue et la lobotomie blessent, mutilent et détruisent les personnes en faisant mine de les aider ; 2) la psychiatrie n'est pas une science qui ait des méthodes éprouvées et donc puisse justifier des milliards de dollars de fonds publics investis ; et 3) les théories psychiatriques que l'homme est un simple animal ont été utilisées pour rationaliser, par exemple, le massacre des êtres humains dans les deux guerres mondiales. »
En octobre 2006, un article du Evening Standard résume le combat de la scientologie contre la psychiatrie :
« Au devant de la scène, David Miscavige est impressionnant — et dégage quelque chose d'étrange — attaquant les psychiatres, ses propos sont appuyés par les clips issus d'un DVD produit par la scientologie et diffusés sur quatre écrans géants de télévision haute définition appelé : Psychiatrie : une industrie de la mort [... ]. « Une femme est plus en sécurité dans un parc à minuit que sur le divan d'un psychiatre », grogne Miscavige, accompagné par des graphismes sauvages de psychiatres — ou « psychs » comme il les appellent — être mitraillés hors de l'existence. »

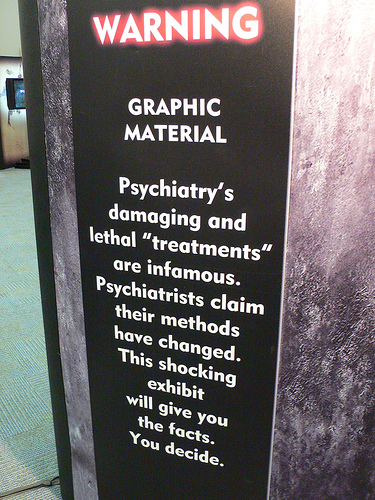
Message d'avertissement en anglais contre la psychiatrie, Psychiatry: An Industry of Death, musée de la Scientologie de Los Angeles.

Le groupe proclame qu'il est proche de la victoire dans leur guerre contre la psychiatrie. Le traité, Those Who Oppose Scientology, déclare :
« Aujourd'hui, il y a 500 dianétiques et scientologues pour chaque psychiatre […] la scientologie est plus visible que jamais, avec des églises qui parsèment tous les continents sur la Terre et des millions de paroissiens à travers le monde, il est de plus en plus difficile de trouver le moindre psychiatre avec une enseigne à sa porte. »
La scientologie déclare plus de huit millions de membres dans le monde, ce qui correspondrait au nombre total des gens ayant suivi un cours d'introduction à la scientologie. D'après elle-même, l’Église de scientologie aurait 3,5 millions de membres aux États-Unis. Cependant, selon un sondage indépendant, à la question : "quelle est votre religion ?", environ 55 000 personnes se déclarent scientologues. En comparaison, la société américaine de psychiatrie et la société américaine de psychologie, qui sont composées de psychiatres et psychologues, ont respectivement 36 000 et 122 500 membres.
Les professionnels des soins de santé mentale ne se sentent pas sérieusement menacés par les attaques de la scientologie. Cependant l'utilisation de matériaux issus d'autres organisations telles que la Commission des citoyens pour les droits de l'homme (en anglais : CCHR), liée à la scientologie peuvent avoir un impact nuisible lorsque cité sans attribution.
Malgré les procès, les publications des médias et les rassemblements publics, les documents publiés reçoivent peu d'attention à l'extérieur de la scientologie et CCHR; des critiques reçues peu sont positives. Le professeur de psychologie, Benjamin Beit-Hallahmi, résume son point de vue du livre, "Psychiatres : les hommes derrière Hitler" :
« La scientologie a attiré beaucoup d'attention à travers son effort de propagande contre ce qu'il appelle la psychiatrie. Cela a impliqué une grande dépense et l'effort d'organisation, réalisée à travers une variété de fronts. Si le livre, Psychiatres : les hommes derrière Hitler (Roder, Kubillus, & Burwell, 1995) est un exemple représentatif, et je crois qu'il est, il se révèle décisif que la campagne est enracinée dans la paranoïa totale et l'ignorance pathétique. La lecture de ce livre, et je vous demande instamment de ne pas perdre trop de temps à le faire, indique clairement que les auteurs n'ont tout simplement aucune idée de ce que la psychiatrie est. »
Lynn Schultz-Writsel, président de l'association américaine de psychiatrie ajoute :
« Nous n'avons pas répondu de quelque manière ou forme que ce soit. Les membres de l’association ne souhaitent pas s'exprimer sur ce sujet. Cette publication parle pour elle-même. »
Le président de l'association psychiatrique du Kansas, Michael Burke déclare : « Ils [les scientologues] ne sont pas capables de prouver leurs théories avec des données scientifiques, ce qu'ils ont tendance à ignorer. Le public semble être capable de voir avec justesse les affabulations passées de la scientologie ».
La scientologie peut aussi considérer la psychiatrie comme une pratique concurrentielle, en raison des revenus générés par la dianétique,.

### Renonciations préalable aux poursuites et clauses de non-responsabilité
La scientologie demande maintenant couramment à ses membres de signer des clauses de dérogation de responsabilité avant d'engager les services de la scientologie. Cette pratique est subséquente à des procès impliquant la relation de l’Église de scientologie avec ses membres.
En 2003, de nombreux journalistes examinent les clauses des contrats de la Scientologie. Ils exigent que, entre autres choses, les adeptes de la Scientologie refusent tous soins psychiatriques prescrits par un médecin.
« Je ne crois pas et je ne souhaite pas être soigné pour une prétendue maladie psychiatrique. J'ai la croyance religieuse profonde que tous les problèmes mentaux sont de nature spirituelle. Il n'existe pas de personne mentalement incapable mais des personnes qui souffrent d'une sorte de renversement spirituel. Je rejette toutes les étiquettes psychiatriques et j'affirme par ce contrat mon désir d'être aidé exclusivement par des moyens spirituels religieux et aucunement par toute forme de traitement psychiatrique, y compris par obligation de soin sur la base d'une prétendue incapacité. Quelles que soient les circonstances, sans dérogation possible, je ne souhaite voir empêchés les membres de ma religion de se soigner à l'exclusion des soins psychiatriques ou dirigés psychiatriquement, indépendamment de ce que tout psychiatre, personnel médical, membre désigné de l'État ou de la famille membre peut faire valoir soi-disant en mon nom. »

### Commission des citoyens pour les droits de l'homme
La Commission des citoyens pour les droits de l'homme (CCDH), une institution créée par la Scientologie en collaboration avec Thomas Szasz, dénonce de la même manière la vraie nature de la psychiatrie qui serait une violation des droits de l'homme.
En 1966, Hubbard déclare la guerre totale sur la psychiatrie, « Nous voulons au moins une mauvaise note sur chaque psychiatre en Angleterre, un meurtre, une agression, ou un viol ou plus qu'un. » Il a créé l'Église de Scientologie dans l'objectif de supprimer la psychiatrie. En 1969, il annonce que « Nous n'avons pas cherché la guerre. Il fallait absolument reprendre le domaine de la guérison mentale sur cette planète en toutes formes. »
Sans surprise, l'Église de Scientologie fonde la Commission des Citoyens pour les Droits de l'Homme, la même année avec pour objectif d'être le principal vecteur pour attaquer la psychiatrie. La CCDH reprend à son compte, la déclaration de Hubbard que tous les psychiatres sont des criminels : « Il n'y a pas un seul psychiatre vivant qui n'enfreint pas habituellement le droit pénal, et ne devrait être poursuivi en justice et condamné pour extorsion, mutilation ou assassinat. Nos fichiers sont pleins de preuves sur eux »,.
La CCDH mène de nombreuses campagnes, contre le Prozac, contre l'électroconvulsivothérapie, contre la Ritaline (et l'existence du trouble du déficit de l'attention avec ou sans hyperactivité) et contre de nombreuses législations de santé publique. La CCDH ouvre aussi un musée permanent à Hollywood, nommé « Psychiatry: An Industry of Death », (en français : « Psychiatrie : une industrie de mort »).

## Scientologues

### Tom Cruise

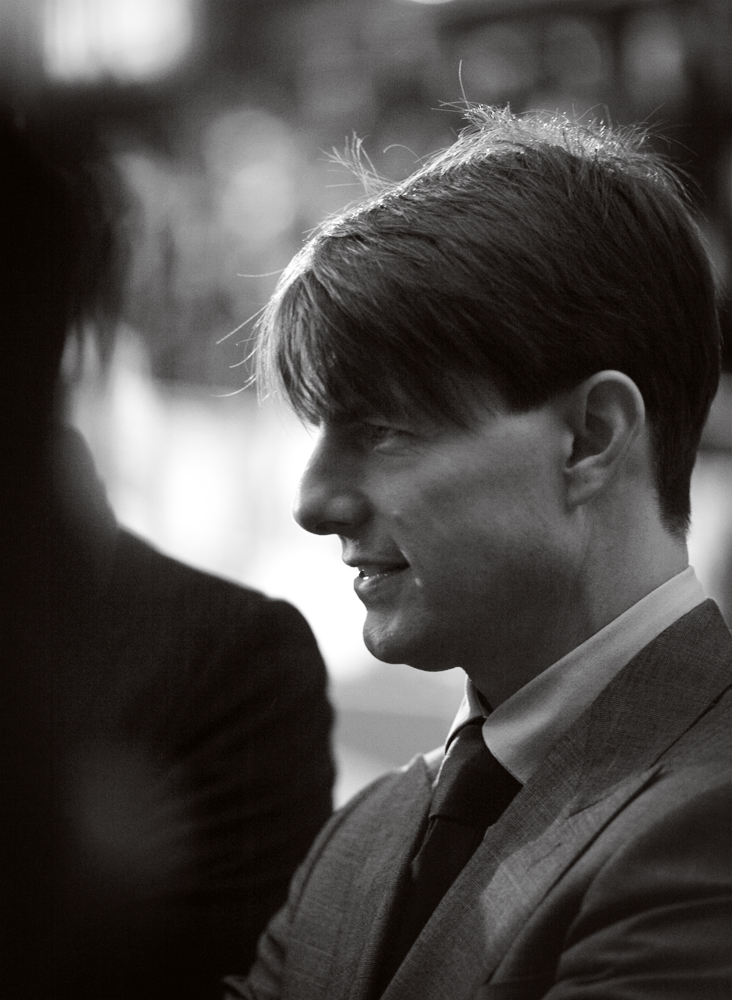
Tom Cruise au festival du Film de Londres, octobre 2007.

Le 25 juin 2005 pendant un entretien sur l'émission Today, Tom Cruise se montre particulièrement virulent contre l'utilisation de médicaments psychotropes. Sa position, très médiatisée, suscite beaucoup de critiques de psychiatres, d'autres médecins (Société américaine de psychiatrie et National Mental Health Association),,,, et de personnes souffrant de dépression.

### Livres de Scientologues
Bruce Wiseman de la Commission des citoyens pour les droits de l'homme publie le livre Psychiatry: The Ultimate Betrayal (en français : « Psychiatrie, l'ultime trahison »), dans lequel il affirme que la psychiatrie est une création d'Adolf Hitler.
Les scientologues allemands, Thomas Roder et Volker Kubillus publient chez le même éditeur, le livre Psychiatrists: the Men Behind Hitler (en français : « Psychiatres les hommes derrière Hitler »). D'après ce livre, il existe une conspiration des tout-puissant psychiatres pour diriger le monde.

### Lisa McPherson
Lisa McPherson, une scientologue est sortie d’hôpital psychiatrique à cause de ses liens avec la scientologie.

### Jeremy Perkins
Le 13 mars 2003, le scientologue Jeremy Perkins tue sa mère en la poignardant 77 fois. Jeremy avait été diagnostiqué schizophrène mais n'avait jamais reçu de traitement psychiatrique malgré des antécédents de violence et d'hallucinations. Sa mère, Elli Perkins, personnalité locale de l’Église de Scientologie de Buffalo considérait que les vitamines et un suivi spirituel étaient meilleurs que la consultation d'un psychologue ou la prise de neuroleptiques.

### Linda Waliki
Le 5 juillet 2007, une australienne de 25 ans, Linda Waliki, tue son père, sa sœur âgée de 15 ans, et blesse sa mère avec un couteau. Son nom est cité dans l'édition imprimée du Sydney Morning Herald, le 7 juillet 2007. Il était inédit car l'une des victimes était encore mineur. Elle est diagnostiquée avec une maladie psychiatrique, mais ses parents lui refusent un traitement psychiatrique continu en raison de leurs croyances scientologues. À la place d'un médicament psychiatrique, ils la soignent avec une préparation scientologue spécialement importée des États-Unis.

## Relations avec le mouvement anti-psychiatrie
La Commission des citoyens pour les droits de l'homme (CCDH) est fondée par l’Église de Scientologie et Thomas Szasz en 1969. Certains sites internet antipsychiatrie et groupes d'opposants à la psychiatrie prennent leurs distances de la Scientologie et de la CCDH. Douglas A. Smith, avocat déclare dans sa page d'accueil anti-psychiatrie :
« Pas de scientologues, s'il vous plaît. Les bénévoles doivent nous assurer qu'ils n'appartiennent pas à l'Église de scientologie, qui elle aussi parle des nuisances de la psychiatrie, mais avec laquelle nous ne souhaitons aucun rapport. »
De la même manière, David Atkin, avocat de MindFreedom International écrit une lettre pour clarifier la situation de son association, « qui ne souhaite pas critiquer une quelconque organisation mais juste préciser qu'il n'y a aucun lien entre elle et la Scientologie ou la CCDH ».
Le mouvement anti-psychiatrie partage certains points de vue avec la scientologie mais pas tous. La Scientologie défend les théories du complot liées à la psychiatrie, y compris que les psychiatres sont à l'origine des guerres de Yougoslavie ou des attentats du 11 septembre 2001. Les scientologues doivent religieusement prêter le serment de ne jamais prendre des médicaments psychiatriques, et de rejeter toute psychologie.
De nombreux partisans du mouvement anti-psychiatrie déclarent qu'ils considèrent l'idée de « maladie mentale » comme une étiquette commode et inexacte attribuée par la société plutôt que comme un état biomédical objectif. Ils rejettent les termes psychiatriques comme « schizophrénie », qu'ils considèrent comme stigmatisant. En revanche, Hubbard emploie le terme de « schizophrènes » dans ses écrits sur la théorie de Scientologie et développe des théories telles que l'échelle des tons émotionnels (en) qui « révèle, de façon précise, le comportement des individus et indique le meilleur moyen de communiquer avec eux et de les aider ». Sur la base de cette classification, Hubbard propose dans Science of Survival (en) de mettre en quarantaine les personnes ayant un mauvais score émotionnel, une demande en contradiction avec l'objectif de la Commission des citoyens pour les droits de l'homme — association fondée par l’Église de Scientologie — qui réclame la fin des internements.